# Julija Anatoljewna Tschepalowa
Julija Anatoljewna Tschepalowa (russisch Юлия Анатольевна Чепалова, frz. Transkription Julija Tchepalova; * 23. Dezember 1976 in Komsomolsk am Amur, Region Chabarowsk) ist eine ehemalige russische Skilangläuferin. Sie ist mehrfache Olympiasiegerin und Weltmeisterin. In zweiter Ehe ist sie mit dem russischen Skilangläufer Wassili Wassiljewitsch Rotschew verheiratet. Aufgrund eines Dopingvergehens wurde sie 2009 für zwei Jahre gesperrt, woraufhin sie ihren Rücktritt vom Leistungssport erklärte.

## Sportliche Karriere
Nach dem Gewinn von insgesamt acht Medaillen (davon sechs Goldmedaillen) bei Juniorenweltmeisterschaften und der Silbermedaille über 5 km klassisch und Goldmedaille über 7,5 km Freistil bei den Europäischen Olympischen Winter-Jugendtagen 1993 in Aosta, nahm Tschepalowa in der Saison 1995/96 erstmals an Weltcuprennen teil. Ihren ersten großen Erfolg feierte sie bei den Olympischen Winterspielen 1998 mit dem Gewinn der Goldmedaille im 30-km-Lauf. Sie war damit die bisher jüngste Skilanglaufolympiasiegerin. Bei den Weltmeisterschaften 2001 kamen zwei weitere Medaillen hinzu, darunter die goldene mit der Staffel. Im selben Jahr wurde sie Gesamtsiegerin des Skilanglauf-Weltcups.
Bei den Olympischen Winterspielen 2002 sicherte sich Tschepalowa einen kompletten Medaillensatz (Gold im Sprint, Silber über 10 km, Bronze über 15 km). Nach einer Babypause (am 10. Januar 2003 wurde ihre Tochter Olesja geboren) setzte sie ihre Karriere fort und wurde 2004 mit der Holmenkollen-Medaille ausgezeichnet. 2005 gewann sie bei den Weltmeisterschaften vier Medaillen, unter anderem die goldene im 15-km-Verfolgungsrennen. Bei den Olympischen Winterspielen 2006 holte sie Gold mit der Staffel sowie Silber beim 30-km-Rennen. In der Saison 2006/07 legte sie schwangerschaftsbedingt eine weitere Wettkampfpause ein, im Februar brachte sie Tochter Wassilina zur Welt. In der Saison 2007/08 kehrte sie in den Skilanglauf-Weltcup zurück, konnte sich jedoch nicht im Vorderfeld platzieren. Auf der letzten Etappe der Tour de Ski 2008/09, der Bergverfolgung im Val di Fiemme, überzeugte sie erstmals wieder mit einem zehnten Platz, so dass sie sich vom 31. Platz auf den 23. Platz vorarbeiten konnte. Bei den Nordischen Skiweltmeisterschaften 2009 in Liberec war ihr bestes Resultat der 20. Platz über 30 Kilometer Freistil (Massenstart).
Im August 2009 wurde bekannt, dass Tschepalowa am 3. Januar 2009 auf der vorletzten Etappe der Tour de Ski in Val di Fiemme positiv auf das Dopingmittel Erythropoetin (EPO) getestet wurde, woraufhin sie mit sofortiger Wirkung ihren Rücktritt vom Leistungssport erklärte. Im Dezember 2009 wurde Tschepalowa rückwirkend ab August 2009 für zwei Jahre wegen Dopings gesperrt. Der russische Skiverband kündigte daraufhin an, gegen diese Entscheidung Einspruch beim Internationalen Sportgerichtshof CAS einzureichen. Tschepalowa selbst bestreitet die Einnahme von Dopingmitteln. Ihr Vater und Trainer Anatoli Tschepalow erklärte, dass seine Tochter seit geraumer Zeit Probleme mit der Schilddrüse habe und deshalb auch nach einer ärztlichen Untersuchung im August ein Startverbot erhalten habe.

## Erfolge

### Olympische Winterspiele
- 1998 in Nagano: Gold über 30 km
- 2002 in Salt Lake City: Gold im Einzelsprint, Silber über 10 km, Bronze über 15 km
- 2006 in Turin: Gold mit der Staffel, Silber über 30 km

### Weltmeisterschaften
- 2001 in Lahti: Gold mit der Staffel, Bronze im Einzelsprint
- 2005 in Oberstdorf: Gold im Verfolgungsrennen, Silber über 10 km, Silber mit der Staffel, Bronze im Team-Sprint

### Juniorenweltmeisterschaften
- 1993 in Harrachov: Gold mit der Staffel, Silber über 15 km
- 1994 in Breitenwang: Gold über 15 km
- 1995 in Gällivare: Gold über 15 km und mit der Staffel
- 1996 in Asiago: Gold über 15 km, Bronze über 5 km

### Siege bei Weltcuprennen

#### Weltcupsiege im Einzel
| Nr. | Datum             | Ort            | Disziplin                 |
| --- | ----------------- | -------------- | ------------------------- |
| 1.  | 4. Januar 1998    | Kavgolovo      | 10 km Freistil            |
| 2.  | 20. März 1999     | Oslo           | 30 km klassisch           |
| 3.  | 26. Februar 2000  | Falun          | 10 km Freistil            |
| 4.  | 18. März 2000     | Bormio         | 10 km Freistil Verfolgung |
| 5.  | 8. Dezember 2000  | Santa Caterina | 10 km Freistil            |
| 6.  | 20. Dezember 2000 | Davos          | 15 km klassisch           |
| 7.  | 4. Februar 2001   | Nove Mesto     | Sprint Freistil           |
| 8.  | 4. März 2001      | Kavgolovo      | 15 km Freistil            |
| 9.  | 14. März 2001     | Borlänge       | 5 km Freistil             |
| 10. | 17. März 2001     | Falun          | 10 km Freistil            |
| 11. | 24. März 2001     | Kuopio         | 40 km Freistil            |
| 12. | 12. Dezember 2001 | Brusson        | 10 km Freistil            |
| 13. | 12. Januar 2002   | Nove Mesto     | 5 km Freistil             |
| 14. | 14. Februar 2004  | Oberstdorf     | 15 km Skiathlon           |
| 15. | 28. Februar 2004  | Oslo           | 30 km Freistil            |
| 16. | 6. März 2005      | Lahti          | 10 km Freistil            |
| 17. | 15. Dezember 2005 | Canmore        | 10 km Freistil            |
| 18. | 11. März 2006     | Oslo           | 30 km Freistil            |

#### Weltcupsiege im Team
| Nr. | Datum             | Ort            | Disziplin                        |
| --- | ----------------- | -------------- | -------------------------------- |
| 1.  | 9. Dezember 2000  | Santa Caterina | 4 × 3 km Staffel 1               |
| 2.  | 13. Dezember 2000 | Clusone        | 6 × 1,5 km Teamsprint Freistil 2 |
| 3.  | 27. November 2001 | Lahti          | 4 × 5 km Staffel 3               |
| 4.  | 13. Januar 2002   | Nove Mesto     | 4 × 1,5 km Teamsprint Freistil 4 |
| 5.  | 12. Dezember 2004 | Lago di Tesero | 4 × 5 km Staffel 5               |

### Siege bei Continental-Cup-Rennen
| Nr. | Datum         | Ort      | Disziplin           | Serie           |
| --- | ------------- | -------- | ------------------- | --------------- |
| 1.  | 3. April 2004 | Murmansk | 50 km Freistil Mst. | Continental Cup |

### Siege bei Worldloppet-Cup-Rennen
Anmerkung: Vor der Saison 2015/16 hieß der Worldloppet Cup noch Marathon Cup.
| Nr. | Datum         | Ort            | Rennen              | Disziplin                  |
| --- | ------------- | -------------- | ------------------- | -------------------------- |
| 1.  | 12. März 2000 | Maloja–S-chanf | Engadin Skimarathon | 42 km Freistil Massenstart |
| 2.  | 14. März 2004 | Maloja–S-chanf | Engadin Skimarathon | 42 km Freistil Massenstart |

## Platzierungen im Weltcup

### Weltcup-Statistik
Die Tabelle zeigt die erreichten Platzierungen im Einzelnen.
- 1.–3. Platz: Anzahl der Podiumsplatzierungen
- Top 10: Anzahl der Platzierungen unter den ersten zehn
- Punkteränge: Anzahl der Platzierungen innerhalb der Punkteränge
- Starts: Anzahl gelaufener Rennen in der jeweiligen Disziplin
- Hinweis: Bei den Distanzrennen erfolgt die Einordnung gemäß FIS.

| Platzierung         | Distanzrennen a | Distanzrennen a | Distanzrennen a | Distanzrennen a | Distanzrennen a | Skiathlon Verfolgung | Sprint | Etappen- rennen b | Gesamt | Team c | Team c  |
| Platzierung         | ≤ 5 km          | ≤ 10 km         | ≤ 15 km         | ≤ 30 km         | > 30 km         | Skiathlon Verfolgung | Sprint | Etappen- rennen b | Gesamt | Sprint | Staffel |
| ------------------- | --------------- | --------------- | --------------- | --------------- | --------------- | -------------------- | ------ | ----------------- | ------ | ------ | ------- |
| 1. Platz            | 2               | 7               | 2               | 3               | 1               | 2                    | 1      |                   | 18     | 2      | 3       |
| 2. Platz            | 1               | 3               | 3               |                 |                 |                      | 1      |                   | 8      |        | 2       |
| 3. Platz            | 2               | 4               |                 |                 |                 | 1                    |        |                   | 7      |        | 1       |
| Top 10              | 13              | 28              | 15              | 6               | 2               | 10                   | 5      |                   | 79     | 7      | 11      |
| Punkteränge         | 19              | 46              | 22              | 10              | 2               | 13                   | 11     |                   | 123    | 9      | 11      |
| Starts              | 24              | 53              | 23              | 10              | 2               | 16                   | 32     |                   | 160    | 9      | 11      |
| Stand: Karriereende |                 |                 |                 |                 |                 |                      |        |                   |        |        |         |

### Weltcup-Gesamtplatzierungen
| Saison    | Gesamt | Gesamt | Distanz | Distanz    | Sprint | Sprint |
| Saison    | Punkte | Platz  | Punkte  | Platz      | Punkte | Platz  |
| --------- | ------ | ------ | ------- | ---------- | ------ | ------ |
| 1995/96   | 235    | 14.    | –       | –          | –      | -      |
| 1996/97   | 183    | 17.    | 75      | 13. 1      | 108    | 16.    |
| 1997/98   | 314    | 10.    | 123     | 8. 1       | 191    | 11.    |
| 1998/99   | 363    | 11.    | 200     | 7. 1       | 163    | 16.    |
| 1999/2000 | 712    | 7.     | 107 511 | 12. 1 4. 2 | 94     | 17.    |
| 2000/01   | 1106   | 1.     | –       | –          | 256    | 4.     |
| 2001/02   | 612    | 5.     | –       | –          | 95     | 20.    |
| 2002/03   | –      | -      | –       | –          | –      | -      |
| 2003/04   | 460    | 12.    | 460     | 10.        | –      | -      |
| 2004/05   | 530    | 7.     | 521     | 4.         | 9      | 62.    |
| 2005/06   | 780    | 3.     | 750     | 1.         | 30     | 40.    |
| 2006/07   | –      | -      | –       | –          | –      | -      |
| 2007/08   | 9      | 83.    | 9       | 55.        | –      | -      |
| 2008/09   | 22     | 76.    | 22      | 49.        | –      | -      |